# Levi devžej
Levi devžej je kratka pripoved, delo Lovra Kuharja, ki je znan pod psevdonimom Prežihov Voranc.

## Vsebina
Pripoved Levi devžej (devžej = žep) je avtorjeva prvoosebna pripoved o revnih sosedovih otrocih, ki so ostali brez matere. Kruha ni bilo dovolj in velikokrat so bili lačni. Otroci so zato velikokrat na skrivaj prihajali k njim domov, saj je dobrosrčna Prežihova mati kljub revščini zanje vedno našla kos kruha. Doma so jim branili hoditi k sosedom; včasih se je pripetilo, da so jih na poti k sosedovi domačiji opazili, in takrat so se črne pike v snegu (kot se jih spominja avtor) hitro obrnile in stekle nazaj. Kadar pa so uspeli pobegniti in so jih povabili v hišo, so bili od mraza rdeči v lica, strgani so bili in slabo oblečeni in obuti, tudi bosi, da so imeli noge rdeče in ozeble, ušesa so jim štrlela, imeli so dolge, razmršene lase, kljub vsemu pa so se jim smejale oči. Še posebej se avtor spominja najmlajšega – Naceja, ki ga je mati večkrat vzela v naročje. Otroci so ji zaupali in mati je tako izvedela marsikaj zanimivega. Vsakemu je vedno dala kos kruha.
Ko se je materi zazdelo, da so na obisku že dovolj časa, jih je prijazno odslovila in jih napotila domov, vsakemu pa je v žep dala suho sadje in kruh. Starejši, ki so imeli večje žepe in pesti, so tako dobili več hrane kot mlajši, zato je Nacej nekoč pokazal še levi žep, ki še ni bil poln, in dejal: »Teta, tu je še en devžej.«
V črtici je zelo izrazita socialna tematika, ki je značilna za predstavnike socialnega realizma. Liki v zgodbi so podobni tistim v delih Miška Kranjca, Franceta Bevka, Antona Ingoliča, Cirila Kosmača idr.

## Koroška - levi devžej
Izraz »levi devžej« se pojavlja kot simbolično pojmovanje za Koroško: »Koroška se, če jo pojmujemo splošno, zdi kot levi devžej, pozabljen, skrit, tudi kot žep, nekoč krčevito odrezan od hlač. Levi devžej, pomenljiva besedna zveza, ki se ob razmišljanjih o sodobni koroški identiteti simbolično prikrade iz Prežihove črtice.« (Petra Lesjak Tušek, Večer, 8. september)

## Izdaje
Pripoved Levi devžej je izšla v zbirki Solzice leta 1949. Kot samostojna knjiga je bila prvič izdana v zbirki Čebelica leta 1962 z ilustracijami Ančke Gošnik Godec. Pripoved je v naslednjih izdajah (Mladinska knjiga 1971, 1980, 1985 in 2003) ilustrirala Jelka Reichman.
Objavljena je tudi v (tretji) knjigi Zbrana dela Prežihovega Voranca, kjer lahko preberemo dve različici.